# فرمیر ۴۹۲۸
سیارک ۴۹۲۸ (به انگلیسی: 4928 Vermeer، نامگذاری:1982UG7) چهار هزار و نهصد و بیست و هشتمین سیارک کشف شده‌است که در ۲۱ اکتبر ۱۹۸۲ کشف شد.
قدر مطلق سیارک برابر ۱۴٫۳۰ است.